# Cyclopina semireducta
Cyclopina semireducta – gatunek widłonoga z rodziny Cyclopinidae. Nazwa naukowa tego gatunku skorupiaków została opublikowana w 1964 roku przez biologa Hansa-Volkmara Herbsta.